# Michelangelo Jurlaro
Michelangelo Jurlaro (auch Michelangelo Iurlaro, * 1950 in Neapel) ist ein italienischer Filmschaffender.
Jurlaro arbeitete nach Erfahrungen als Schauspieler bei einigen Projekten von Sergio Pastore und Giovanna Lenzi als Produzent und Produktionsleiter zwischen 1982 und 1986. Drei Jahre später übernahm er die Regie bei Viaggio di nozze in giallo, der nur im Süden Italiens in die Kinos kam. Im selben Jahr entstand Un mistero etrusco. Er gehört zu den Gründern des „Radio Gruppo 15“.

## Filmografie (Auswahl)
- 1977: Highway Racer (Poliziotto sprint) (Darsteller)
- 1982: Apocalisse di un terremoto (Aufnahmeleitung)[4]
- 1989: Viaggio di nozze in giallo (Regie)
- 1989: Un mistero etrusco (Regie)